# Víctor L. Bacchetta

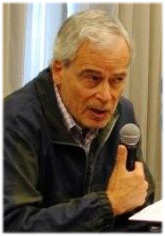
Victor L. Bacchetta (2010)

Víctor Leteo Bacchetta (* 22. März 1943 in Montevideo) ist ein uruguayischer Journalist.

## Leben und Wirken
Bacchetta absolvierte ein Ingenieurstudium an der Universidad de la República, das er jedoch nicht abschloss. Zwischen 1962 und 1968 nahm er an den Studentenprotesten teil und gehörte dem Sekretariat der Studentenorganisation Federación de Estudiantes Universitarios del Uruguay (FEUU) an. Er war Gründungsmitglied des Movimiento de Acción Popular Uruguayo (MAPU) und der Grupos de Acción Unificadora (GAU), die 1971 zu den Mitbegründern der Frente Amplio zählte. In der GAU hatte er bis zu seinem Ausscheiden im Jahre 1977 Führungsaufgaben inne.
Ab 1968 begann er seine Tätigkeit als Journalist und arbeitete hier für die Tageszeitungen De Frente, Crítica, Democracia und Ya!, die in den Jahren vor der 1973 beginnenden Diktatur Uruguays ihren Betrieb einstellen mussten. Zudem war er auch für die Wochenzeitungen bzw. Zeitschriften Marcha, Sur und Respuesta tätig. 1974 ging er ins Exil, wo er bis 1991 verblieb. Während dieser Zeit war er Mitarbeiter bei Zeitungen und Zeitschriften in Buenos Aires, Havanna, Mexiko-Stadt, Rio de Janeiro und Santiago de Chile, wobei er als Presse-Korrespondent für Mexico, Peru, Spanien, die USA, Schweden, Schweiz und Uruguay zuständig war. Auch arbeitete er für die Nachrichtenagenturen IPS, ALASEI und EFE.

## Veröffentlichungen

### Als Autor
- Uruguay. Las enseñanzas de la huelga general. Herausgeber Achaval Solo, unter dem Pseudonym Hugo Lustemberg, Buenos Aires, 1974
- Las historias que cuentan. 20 años después, Testimonios para una reflexión inconclusa. Instituto del Tercer Mundo Editorial, Montevideo, 1993
- Ciudadanía Planetaria. Temas y desafios del periodismo ambiental. Herausgeber IFEJ und FEJ, Montevideo, 2000
- El fraude de la celulosa. Montevideo, 2008
- El asesinato de Arbelio Ramírez. La república a la deriva. Montevideo, 2010

### Als Herausgeber
- Guía de las Mujeres 2000 - América Latina y el Caribe (1999–2000)
- Guía del Mundo (1996–2000)
- Guía del Tercer Mundo (1991–1992)
- Revista del Sur (1992–1996)
- Tercer Mundo Económico. Boletín (1992–1996)